# فرودگاه اسلیت فالز
فرودگاه اسلیت فالز (به انگلیسی: Slate Falls Airport) یک فرودگاه همگانی است که یک باند فرود شن دارد و طول باند آن ۱۰۶۷ متر است. این فرودگاه در کشور کانادا قرار دارد و در ارتفاع ۴۱۳ متری از سطح دریا واقع شده است.